# Drosophila tibudu
Drosophila tibudu är en tvåvingeart som beskrevs av Burla 1954. Drosophila tibudu ingår i släktet Drosophila och familjen daggflugor.
Artens utbredningsområde är Elfenbenskusten och Kamerun.